# Ото IV (Анхалт-Бернбург)
Вижте пояснителната страница за други личности с името Ото IV.
Ото IV (на немски: Otto IV, † 1 май 1415) от фамилията Аскани e княз на Анхалт-Бернбург от 1404 до 1415 г.
Той е малкият син на княз Ото III от Анхалт-Бернбург († 27 февруари 1404) и първата му съпруга с неизвестно име. Брат е на Бернхард VI († 2 февруари 1468).
След смъртта на баща му през 1404 г. Ото го последва заедно с братовчед му Бернхард V, син на Хайнрих IV.
Той не се жени и няма деца. След смъртта му през 1415 г. Бернхард V († 24 юни 1420) управлява сам.